# Seeds of Yesterday (film)
Seeds of Yesterday è un film televisivo del 2015, diretto da Shawn Ku e basato sull'omonimo romanzo del 1984 di V. C. Andrews. È stato trasmetto il 12 aprile 2015 e prodotto da Lifetime.

## Trama
Tredici anni dopo gli eventi di If There Be Thorns, Cathy e Chris arrivano alla Foxworth Hall, che è stata completamente ricostruita da Bart, per la sua festa di 25º compleanno. Bart è rimasto ossessionato da Malcolm e ha una relazione estranea con sua madre e suo zio/patrigno a causa della loro relazione incestuosa. Ha persino cambiato il suo cognome in Foxworth per sottolineare la sua distanza da loro. La sua rabbia ed il suo odio sono particolarmente rivolti a Chris, infatti egli mostra ancora un profondo amore per sua madre. Jory e sua moglie, Melodie, arrivano e annunciano di aspettare due gemelli. Tutti sono entusiasti della notizia tranne Bart che è geloso di suo fratello perché segretamente innamorato di Melodie.
Il giorno dopo, arriva Cindy e Bart la accoglie con disprezzo, non volendo nemmeno riconoscerla come sua sorella perché è stata semplicemente adottata. Alla festa di compleanno, Jory e Cindy eseguono un balletto per gli ospiti, ma Jory ha un incidente che lo lascia paralizzato dalla vita in giù e pone fine alla sua carriera di ballerino. Melodie è sconvolta perché non può vivere con un marito che non sa ballare, né fare di nuovo l'amore con lei. Cindy sospetta che Bart sia responsabile dell'incidente poiché aveva aggiornato la sua polizza assicurativa il giorno prima dell'incidente. Di fronte a questo sospetto, Bart nega le accuse davanti a Cathy e Chris, che però non gli credono completamente.
Passano alcuni mesi. Jory è ancora ricoverato in ospedale e Melodie è sempre più depressa. Bart approfitta del suo stato vulnerabile e la seduce. Quando Jory torna a casa, viene letto il testamento di Corrine e Bart è furioso nell'apprendere che erediterà la tenuta di Foxworth solo al suo 35º compleanno, lasciando Chris come custode dei suoi soldi fino ad allora. Cathy scopre della relazione tra Bart e Melodie quando li trova a fare sesso. Bart dice alla madre che Melodie lo ama e sottolinea che Malcolm era ossessionato da sua madre fino a quando lei non lo ha abbandonato e quanto odia vedere sua madre con Chris. Cathy quindi affronta Melodie e minaccia di rovinarle la vita se non inizia a sostenere suo marito Jory. Poco tempo dopo Jory tenta il suicidio gettandosi in piscina, ma viene salvato in tempo da Chris. Melodie promette a Jory che gli sarà più vicina e che si prenderà cura di lui, però ben presto la donna cercherà di riprendere la sua relazione con Bart, che avendola ormai già avuta, la rifiuta. Cindy porta a casa un nuovo fidanzato, Lance, per fargli conoscere la sua famiglia durante una cena. Dopo aver sorpreso i due a fare sesso, Bart picchia selvaggiamente il giovane. Nonostante il suo odio verso di lei, Bart inizia a desiderare Cindy.
Il giorno di Natale, Bart confessa deliberatamente la sua relazione con Melodie a Jory. Sconvolta, la donna entra in travaglio prematuro e partorisce un maschio ed una femmina di nome Darren e Deirdre. Fin da subito Melodie non dimostra alcun interesse per loro e per Jory e li abbandona bruscamente. Bart segue Cindy che incontra un altro ragazzo in un bar e la affronta mentre torna a casa attraverso i boschi. Nella foga del momento fa sesso con lei. Cindy è interessata ad avere una relazione con Bart ed ammette di provare sentimenti genuini per lui, rivelando persino di conoscere il segreto di Cathy e Chris, ma lui la rifiuta, avendo saziato la sua lussuria. Devastata, Cindy torna a scuola a New York.
Chris decide di cercare una nuova casa dove vivere insieme a Cathy, Jory e ai gemelli. Toni, la tata assunta per prendersi cura dei gemelli, inizia ad essere seguita da Bart. Questo preoccupa Cathy che sperava che Toni finisse con il conquistare il cuore di Jory. Bart accusa presto Toni di stare con lui solo per i suoi soldi e rompe la relazione con lei. Quindi costringe la famiglia a celebrare il battesimo dei gemelli nella cappella di Foxworth e quasi affoga Deirdre nella fonte battesimale. Sconvolti Cathy e Chris decidono di lasciare Foxworth Hall con Jory, Toni e i gemelli per allontanarsi dal sociopatico Bart. Bart ha un crollo mentale ed accusa la madre di averlo abbandonato per Chris e la incolpa di aver rovinato la famiglia. Sta per ucciderla con un pugnale prima di essere fermato da Jory. Compreso di non poter far nulla per aiutarlo, Carhy decide di non rivedere mai più Bart.
Mentre sta tornando a casa dopo aver trovato loro una nuova casa, Chris si ferma per aiutare un automobilista in panne e viene investito da un camion di passaggio morendo sul colpo. Passano diverse ore prima che la polizia arrivi per informare la famiglia dell'incidente e della morte di Chris. Questo fa sì che Bart si renda conto dei suoi errori e di come abbia allontanato le persone. Si rende conto dell'amore che prova per Cindy e glielo confessa quando torna a casa per il funerale di Chris. Bart fa un commovente elogio funebre al funerale di Chris ed è grato a Chris per averlo cresciuto quando non ne aveva bisogno.
Alla fine, Cathy rivela che i suoi figli hanno condotto una vita di successo lontano da Foxworth Hall. Jory prospera nella sua guarigione, ha sposato Toni ed insieme i due stanno crescendo i gemelli e aspettando un bambino insieme. Bart è diventato un telepredicatore e ha sposato Cindy. Cathy ha deciso di rimanere a Foxworth Hall e continua a soffrire per la morte del suo amato Chris. Un giorno, sale in soffitta, si siede vicino ad una finestra e, mentre si immagina fiori di carta gialla, muore di crepacuore.

## Accoglienza

### Ascolti
Il film è stato visto da 1,83 milioni di telespettatori durante la sua prima trasmissione negli Stati Uniti.